# Larimus
Larimus és un gènere de peixos de la família dels esciènids i de l'ordre dels perciformes.

## Morfologia
- Cos curt, oblong i comprimit.
- Dors geperut.
- Cap curt, comprimit i amb el musell curt.
- Boca grossa, de molt obliqua a vertical.
- Mandíbula inferior sortint.
- Aleta anal amb la segona espina relativament llarga i forta.
- Escates aspres en el cos i llises al cap i les aletes.[3]

## Distribució geogràfica
Es troba a les aigües tropicals i subtropicals del Nou Món.

## Taxonomia
- Larimus acclivis (Jordan & Bristol, 1898)
- Larimus argenteus (Gill, 1863)
- Larimus breviceps (Cuvier, 1830)
- Larimus effulgens (Gilbert, 1898)
- Larimus fasciatus (Holbrook, 1855)
- Larimus gulosus (Hildebrand, 1946)
- Larimus pacificus (Jordan & Bollman, 1890)[4][5][6][7][8][9]